# Sallespisse
Sallespisse (en béarnais Salas ou Sales) est une commune française située dans le département des Pyrénées-Atlantiques, en région Nouvelle-Aquitaine.

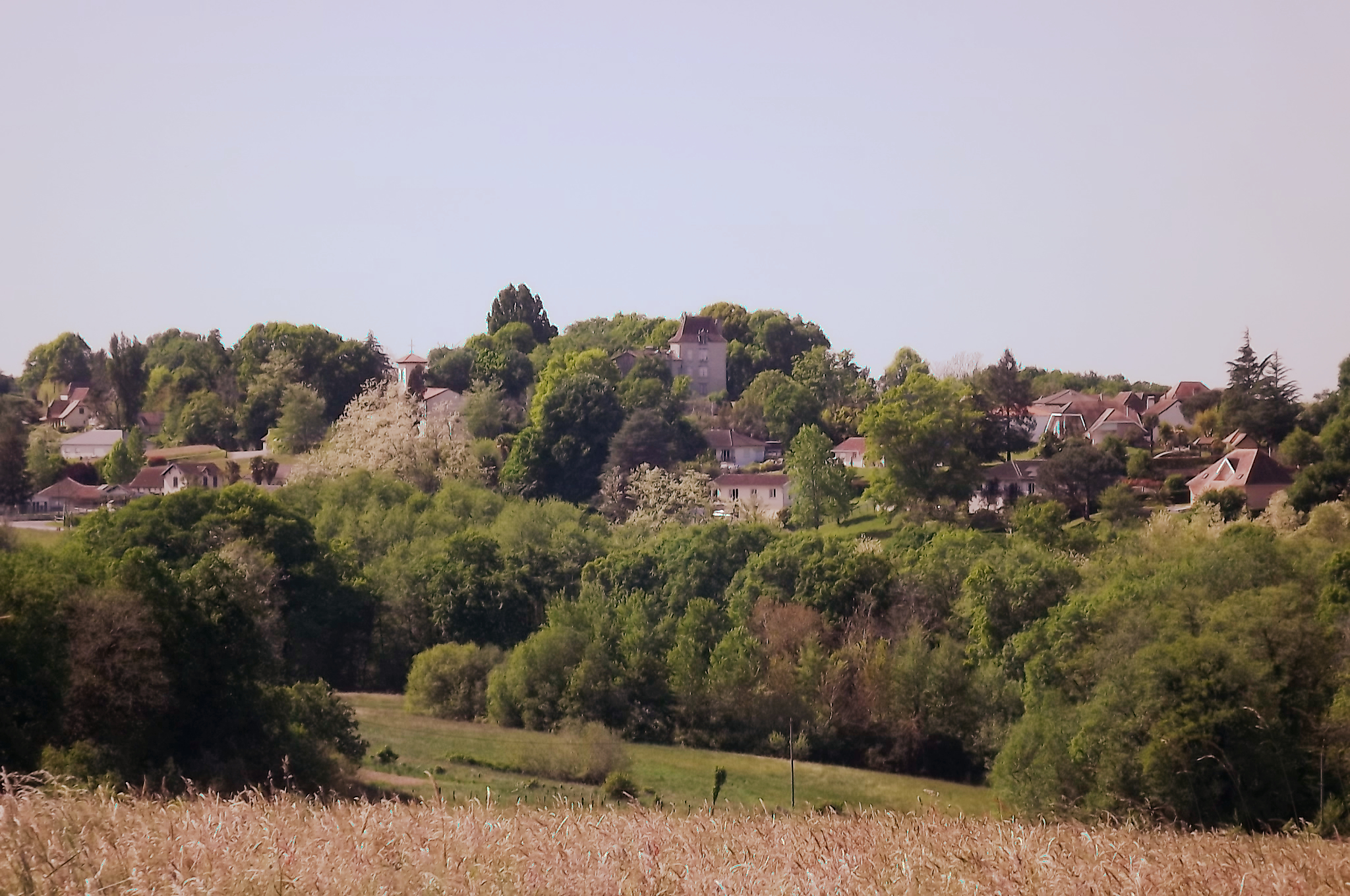
le bourg

Le gentilé est Sallespissien.

## Géographie

### Localisation
La commune de Sallespisse se trouve dans le département des Pyrénées-Atlantiques, en région Nouvelle-Aquitaine.
Elle se situe à 53 km par la route de Pau, préfecture du département, et à 26 km d'Artix, bureau centralisateur du canton d'Artix et Pays de Soubestre dont dépend la commune depuis 2015 pour les élections départementales. 
La commune fait en outre partie du bassin de vie d'Orthez.
Les communes les plus proches sont : 
Balansun (3,8 km), Sault-de-Navailles (4,5 km), Bonnegarde (5,0 km), Bonnut (5,2 km), Lacadée (5,2 km), Mesplède (5,4 km), Marpaps (5,9 km), Orthez (6,1 km).
Sur le plan historique et culturel, Sallespisse fait partie de la province du Béarn, qui fut également un État et qui présente une unité historique et culturelle à laquelle s’oppose une diversité frappante de paysages au relief tourmenté.

### Communes limitrophes
Les communes limitrophes sont  Balansun, Bonnegarde, Bonnut, Orthez et Sault-de-Navailles.
| Bonnut | Bonnegarde (Landes) |                    |
| Orthez | Sallespisse         | Sault-de-Navailles |
|        | Balansun            |                    |

### Hydrographie

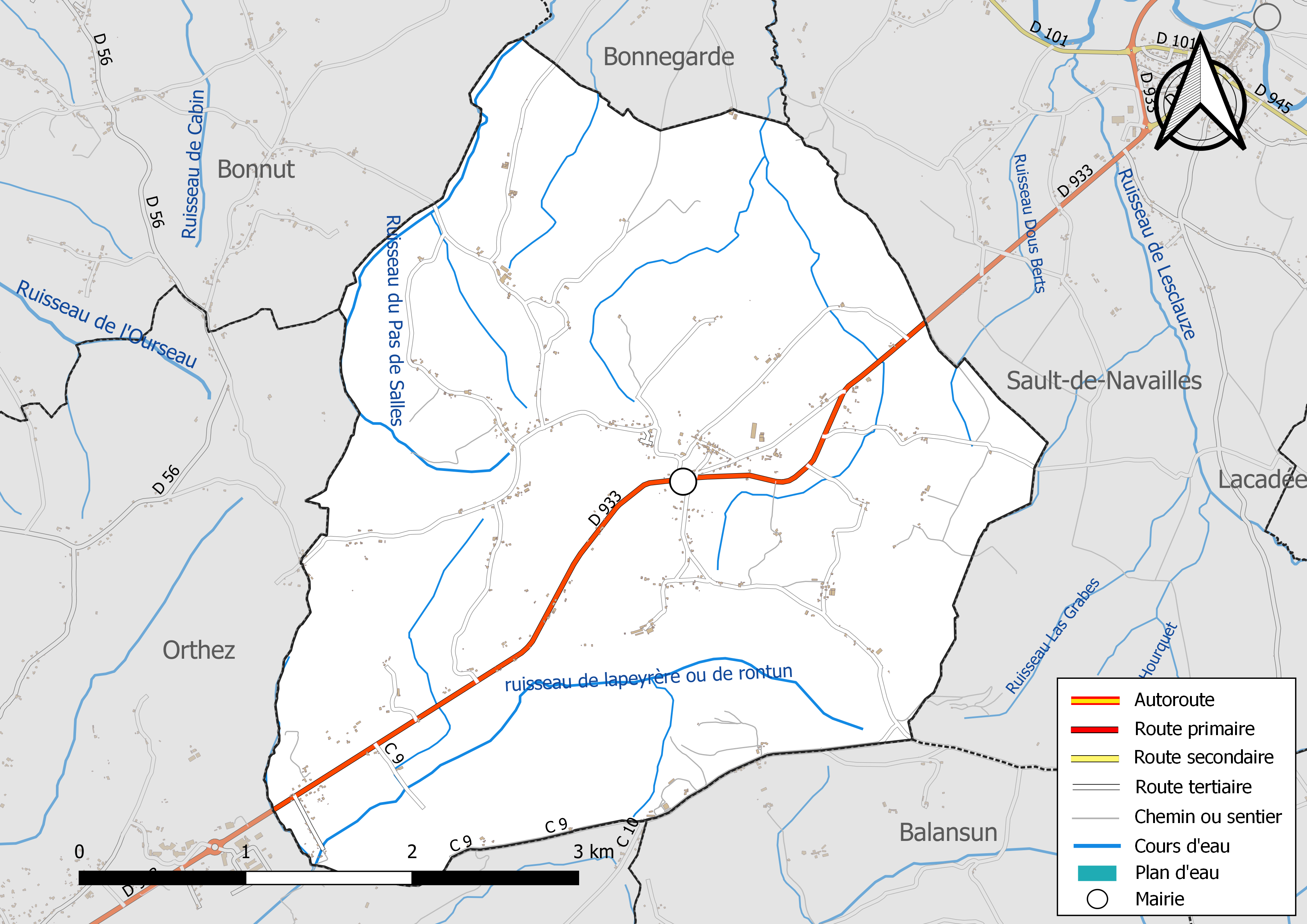
Réseaux hydrographique et routier de Sallespisse.

La commune est drainée par le ruisseau de lapeyrère ou de Rontun, le ruisseau du Pas de Salles, le ruisseau Dous Berts et par divers petits cours d'eau, constituant un réseau hydrographique de 21 km de longueur totale,.

### Climat
Pour des articles plus généraux, voir Climat de la Nouvelle-Aquitaine et Climat des Pyrénées-Atlantiques.
Historiquement, la commune est dans une zone de transition entre les climats océaniques aquitain et basque.  
En 2020, Météo-France publie une typologie des climats de la France métropolitaine dans laquelle la commune est dans une zone de transition entre le climat océanique et le climat de montagne et est dans la région climatique Pyrénées atlantiques, caractérisée par une pluviométrie élevée (>1 200 mm/an) en toutes saisons, des hivers très doux (7,5 °C en plaine) et des vents faibles.
Pour la période 1971-2000, la température annuelle moyenne est de 13,4 °C, avec une amplitude thermique annuelle de 14,1 °C. Le cumul annuel moyen de précipitations est de 1 188 mm, avec 12,2 jours de précipitations en janvier et 8 jours en juillet. Pour la période 1991-2020, la température moyenne annuelle observée sur la station météorologique la plus proche, située sur la commune d'Orthez à 6 km à vol d'oiseau, est de 14,1 °C et le cumul annuel moyen de précipitations est de 1 211,5 mm,. Pour l'avenir, les paramètres climatiques de la commune estimés pour 2050 selon différents scénarios d’émission de gaz à effet de serre sont consultables sur un site dédié publié par Météo-France en novembre 2022.

### Milieux naturels et biodiversité

#### Réseau Natura 2000
Le réseau Natura 2000 est un réseau écologique européen de sites naturels d'intérêt écologique élaboré à partir des Directives « Habitats » et « Oiseaux », constitué de zones spéciales de conservation (ZSC) et de zones de protection spéciale (ZPS).
Un site Natura 2000 a été défini sur la commune au titre de la « directive Habitats » : le « gave de Pau », d'une superficie de 8 194 ha, un vaste réseau hydrographique avec un système de saligues encore vivace,.

## Urbanisme

### Typologie
Au 1er janvier 2024, Sallespisse est catégorisée commune rurale à habitat dispersé, selon la nouvelle grille communale de densité à sept niveaux définie par l'Insee en 2022.
Elle est située hors unité urbaine. Par ailleurs la commune fait partie de l'aire d'attraction d'Orthez, dont elle est une commune de la couronne,. Cette aire, qui regroupe 26 communes, est catégorisée dans les aires de moins de 50 000 habitants,.

### Occupation des sols

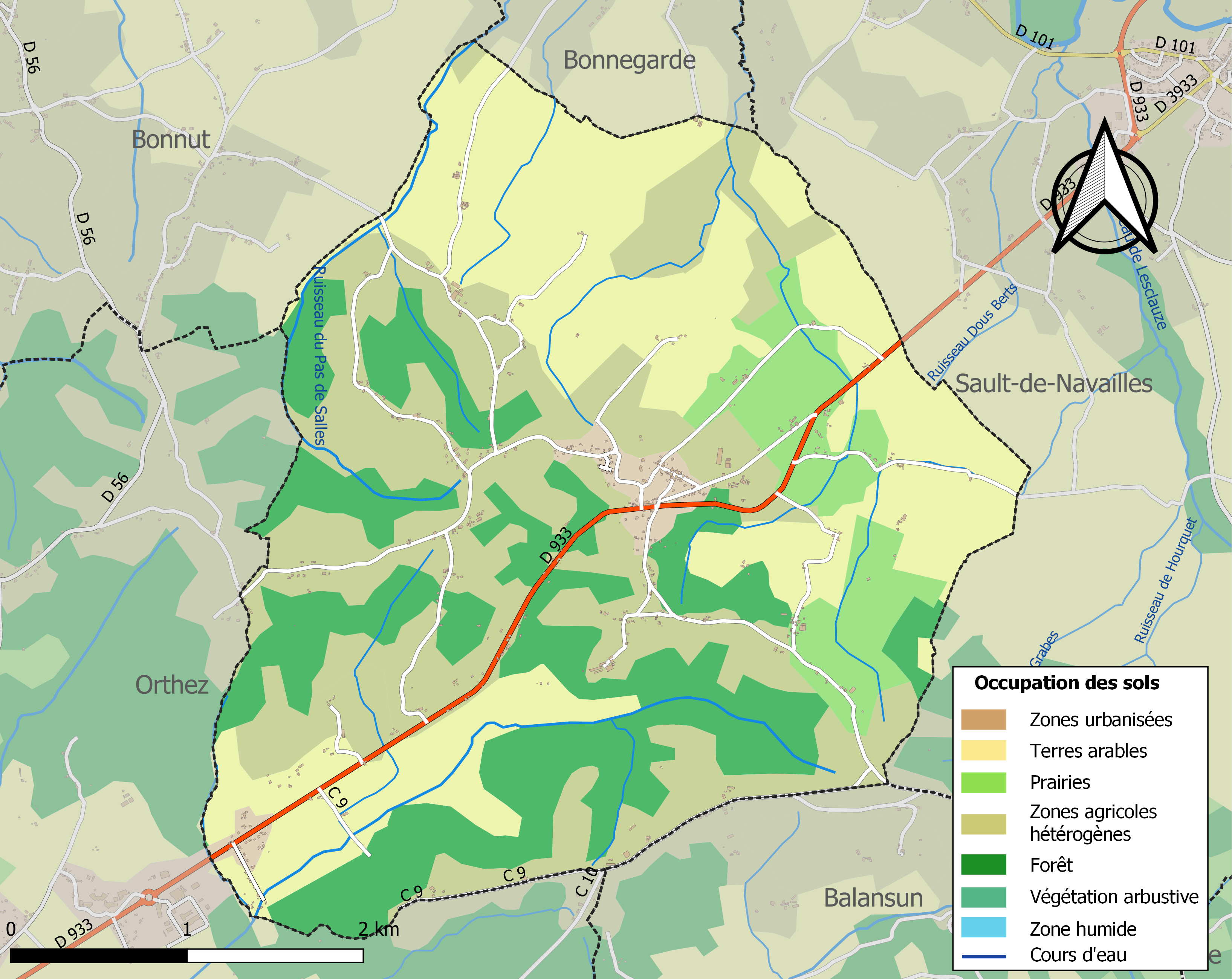
Carte des infrastructures et de l'occupation des sols de la commune en 2018 (CLC).

L'occupation des sols de la commune, telle qu'elle ressort de la base de données européenne d’occupation biophysique des sols Corine Land Cover (CLC), est marquée par l'importance des territoires agricoles (74,1 % en 2018), en diminution par rapport à 1990 (75,4 %). La répartition détaillée en 2018 est la suivante : 
zones agricoles hétérogènes (33,2 %), terres arables (32,7 %), forêts (23,8 %), prairies (8,2 %), zones urbanisées (1,7 %), zones industrielles ou commerciales et réseaux de communication (0,5 %). L'évolution de l’occupation des sols de la commune et de ses infrastructures peut être observée sur les différentes représentations cartographiques du territoire : la carte de Cassini (XVIIIe siècle), la carte d'état-major (1820-1866) et les cartes ou photos aériennes de l'IGN pour la période actuelle (1950 à aujourd'hui).

### Lieux-dits et hameaux
Une abbaye laïque porta le nom de Rontun, elle constituait une paroisse au sud, elle fut détruite pendant les guerres de Religion et ne représente plus que le quartier sud du village.
- Bielle ;
- Castetbon ;
- Lasserre ;
- Village.

### Risques majeurs
Le territoire de la commune de Sallespisse est vulnérable à différents aléas naturels : météorologiques (tempête, orage, neige, grand froid, canicule ou sécheresse) et séisme (sismicité modérée). Un site publié par le BRGM permet d'évaluer simplement et rapidement les risques d'un bien localisé soit par son adresse soit par le numéro de sa parcelle.

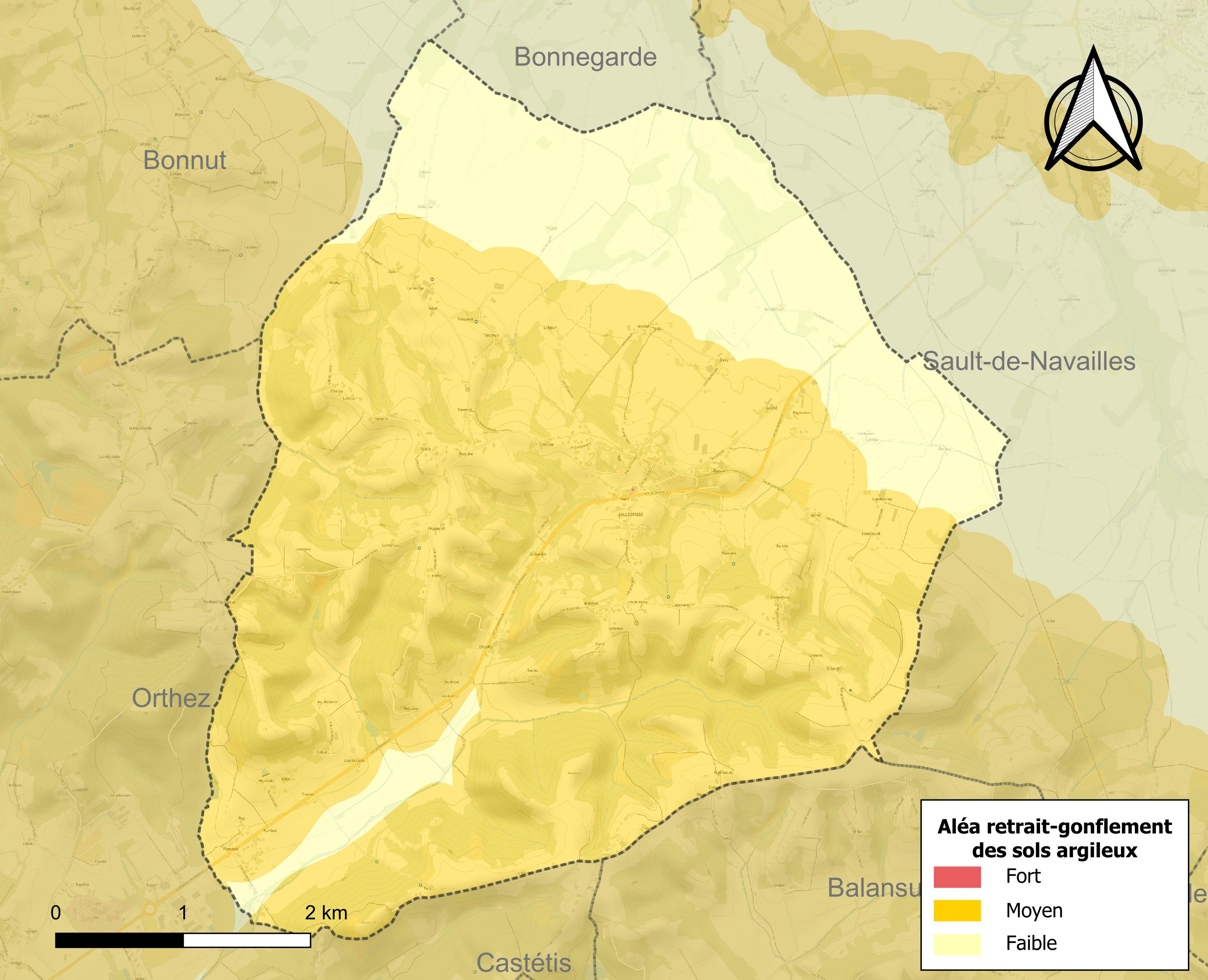
Carte des zones d'aléa retrait-gonflement des sols argileux de Sallespisse.

Le retrait-gonflement des sols argileux est susceptible d'engendrer des dommages importants aux bâtiments en cas d’alternance de périodes de sécheresse et de pluie. 76,2 % de la superficie communale est en aléa moyen ou fort (59 % au niveau départemental et 48,5 % au niveau national). Depuis le 1er octobre 2020, en application de la loi ELAN, différentes contraintes s'imposent aux vendeurs, maîtres d'ouvrages ou constructeurs de biens situés dans une zone classée en aléa moyen ou fort,.
La commune a été reconnue en état de catastrophe naturelle au titre des dommages causés par les inondations et coulées de boue survenues en 1982, 1983, 1989, 2006 et 2009 et par des mouvements de terrain en 1983.

## Toponymie
Le toponyme Sallespisse apparaît sous les formes Salespisso (1304, titres de Béarn), Salespisses (1307, cartulaire d'Orthez), Sales-Pissos (1346, titres de Béarn), Salespissoo (1385, censier de Béarn), Salas-Pisso (1476, notaires de Castetner), Salespis (1583, titres de Garos), Sales et Rontum et Salles-Pisse (respectivement 1546 et 1675, réformation de Béarn).
Sallespisse a comme origine le mot germanique saal 'château' avec un nom d'homme latin Piccius.
Son nom béarnais est Salas ou Sales, pron. [sales], sans déterminant, comme en témoigne aujourd'hui le ruisseau frontalier lo Pas de Salas. Pour la distinction avec les très nombreux lieudits « Salles », on y accole le nom de l'ancien village de Rontun, aujourd'hui inclus dans la commune, en gascon : Salas e Hrontun.

## Histoire
Paul Raymond note qu'en 1385 la commune dépendait du bailliage de Pau et comptait 27 feux.

## Politique et administration
| Période                                  | Période | Identité             | Étiquette | Qualité |
| ---------------------------------------- | ------- | -------------------- | --------- | ------- |
| 1960                                     | 1981    | Louis Pétriat        |           |         |
| 1981                                     | 1989    | Fernand Hilloulin    |           |         |
| 1989                                     | 1995    | Fernand Hilloulin    |           |         |
| 1995                                     | 2001    | Jean-Pierre Lapouble |           |         |
| 2001                                     | 2008    | Jean-Pierre Lapouble |           |         |
| 2008                                     | 2014    | Yves Fourcade        |           |         |
| 2014                                     | 2020    | Francis Grinet       |           |         |
| Les données manquantes sont à compléter. |         |                      |           |         |

### Intercommunalité
Sallespisse appartient à trois structures intercommunales :
- la communauté de communes de Lacq-Orthez ;
- le syndicat eau et assainissement des Trois Cantons ;
- le syndicat d’énergie des Pyrénées-Atlantiques.

## Population et société

### Démographie
L'évolution du nombre d'habitants est connue à travers les recensements de la population effectués dans la commune depuis 1793. Pour les communes de moins de 10 000 habitants, une enquête de recensement portant sur toute la population est réalisée tous les cinq ans, les populations de référence des années intermédiaires étant quant à elles estimées par interpolation ou extrapolation. Pour la commune, le premier recensement exhaustif entrant dans le cadre du nouveau dispositif a été réalisé en 2007.

En 2022, la commune comptait 585 habitants, en évolution de −0,17 % par rapport à 2016 (Pyrénées-Atlantiques : +3,78 %, France hors Mayotte : +2,11 %).
| 1793 | 1800 | 1806 | 1821 | 1831 | 1836 | 1841 | 1846 | 1851 |
| ---- | ---- | ---- | ---- | ---- | ---- | ---- | ---- | ---- |
| 661  | 707  | 736  | 747  | 843  | 851  | 866  | 854  | 875  |

| 1856 | 1861 | 1866 | 1872 | 1876 | 1881 | 1886 | 1891 | 1896 |
| ---- | ---- | ---- | ---- | ---- | ---- | ---- | ---- | ---- |
| 833  | 772  | 792  | 693  | 683  | 680  | 659  | 692  | 652  |

| 1901 | 1906 | 1911 | 1921 | 1926 | 1931 | 1936 | 1946 | 1954 |
| ---- | ---- | ---- | ---- | ---- | ---- | ---- | ---- | ---- |
| 625  | 676  | 648  | 607  | 602  | 565  | 552  | 463  | 436  |

| 1962 | 1968 | 1975 | 1982 | 1990 | 1999 | 2006 | 2007 | 2012 |
| ---- | ---- | ---- | ---- | ---- | ---- | ---- | ---- | ---- |
| 454  | 482  | 496  | 533  | 573  | 564  | 582  | 585  | 598  |

| 2017 | 2022 | - | - | - | - | - | - | - |
| ---- | ---- | - | - | - | - | - | - | - |
| 577  | 585  | - | - | - | - | - | - | - |

La commune fait partie de l'aire d'attraction d'Orthez.

## Économie
L'activité est tournée essentiellement vers l'agriculture (élevage, polyculture).

## Culture locale et patrimoine

### Patrimoine civil
Château de Salles, occupé pendant deux siècles par la famille des barons de Laur (qui siégèrent aux États du Béarn), puis rachat par la famille d’Ariste. Aujourd’hui, le château est propriété de la famille de Bigault de Cazanove.

### Patrimoine religieux
La commune est une étape sur la via Lemovicensis (ou voie de Vézelay), nom latin d'un des quatre chemins de France du pèlerinage de Compostelle.
Église paroissiale Saint-Jean-Baptiste.

## Équipements
La commune dispose d'une école primaire (école communale Daniel Argote).

## Personnalités liées à la commune
Le comte Amaury de Bigault de Cazanove : de 1879 à 34 ans, et pratiquement jusqu'à sa mort en 1916, le château de Salles a abrité ce châtelain poète, dont les vers n'ont pas laissé une grande mémoire, sauf qu'il prétendait à l'époque se mesurer aux poètes orthéziens, dont Francis Jammes bien plus jeune. Roger Gonot le surnomme malicieusement « un chevalier servant de la Muse ».
Le personnage était né en 1845 au château d'Avize, à Avize (51), près d'Épernay où sa famille vivait du commerce du champagne. Après la guerre de 1870 où il s'est engagé, il s'est trouvé désœuvré et, marié à une Béarnaise de Lescar, il s'établit à Sallespisse, comme « gentilhomme poète ». Son style est plutôt parnassien, son modèle est François Coppée.
Daniel Argote (1910-1944) : instituteur et résistant.